# 伊賀光宗
伊賀 光宗（いが みつむね）は、鎌倉時代初期から中期にかけての御家人。鎌倉幕府政所執事、評定衆。

## 略歴
治承2年（1178年）、伊賀朝光の次男として誕生。姉妹である伊賀の方が2代執権・北条義時の後室となり、自身も有力御家人として重用された。建暦3年（1213年）の和田合戦では恩賞として甲斐国岩間を賜っており、承久元年（1219年）には政所執事に就任している。
元仁元年（1224年）、義時が急死すると、伊賀の方所生の北条政村を執権に、また三寅（後の九条頼経）を廃して、三寅の側近でもある伊賀の方の娘婿一条実雅を将軍に据えようと画策。政村の烏帽子親である三浦義村にも支援を求めたが、計画は未遂に終わり、政所執事を解任され、所領52か所も没収されて信濃国筑摩郡麻績御厨に流された（伊賀氏事件）。
だが伊賀氏謀反の風聞については執権となった北条泰時自身が否定しており、『吾妻鏡』でも伊賀氏が謀反を企てたとは一度も明言しておらず、北条政子に伊賀氏が処分された事のみが記されている。そのため伊賀氏事件は、鎌倉殿や北条氏の代替わりによる自らの影響力の低下を恐れた政子が、義時の後室の実家である伊賀氏を強引に潰すためにでっち上げた事件とする説もある。
翌元仁2年（1225年）4月には、旧知の宇都宮朝業（信生）が善行寺詣の途中で姥捨山の麓にあるという光宗の配所に立ち寄り、和歌を詠み交わしたことが、朝業の私家集『信生法師集』に記されている。改元して嘉禄元年（1225年）7月の政子の死後、翌8月には弟の朝行・光重が恩赦を受けて配所より帰参。光宗も12月には罪を許され、配所より帰参し所領8カ所を回復している。寛元2年（1244年）には評定衆に就任した。宝治元年（1247年）には関東御領陸奥国好島庄の預所に補任されている。
康元2年（1257年）1月25日、死去。享年80。